# St. Veit (Oberpreilipp)

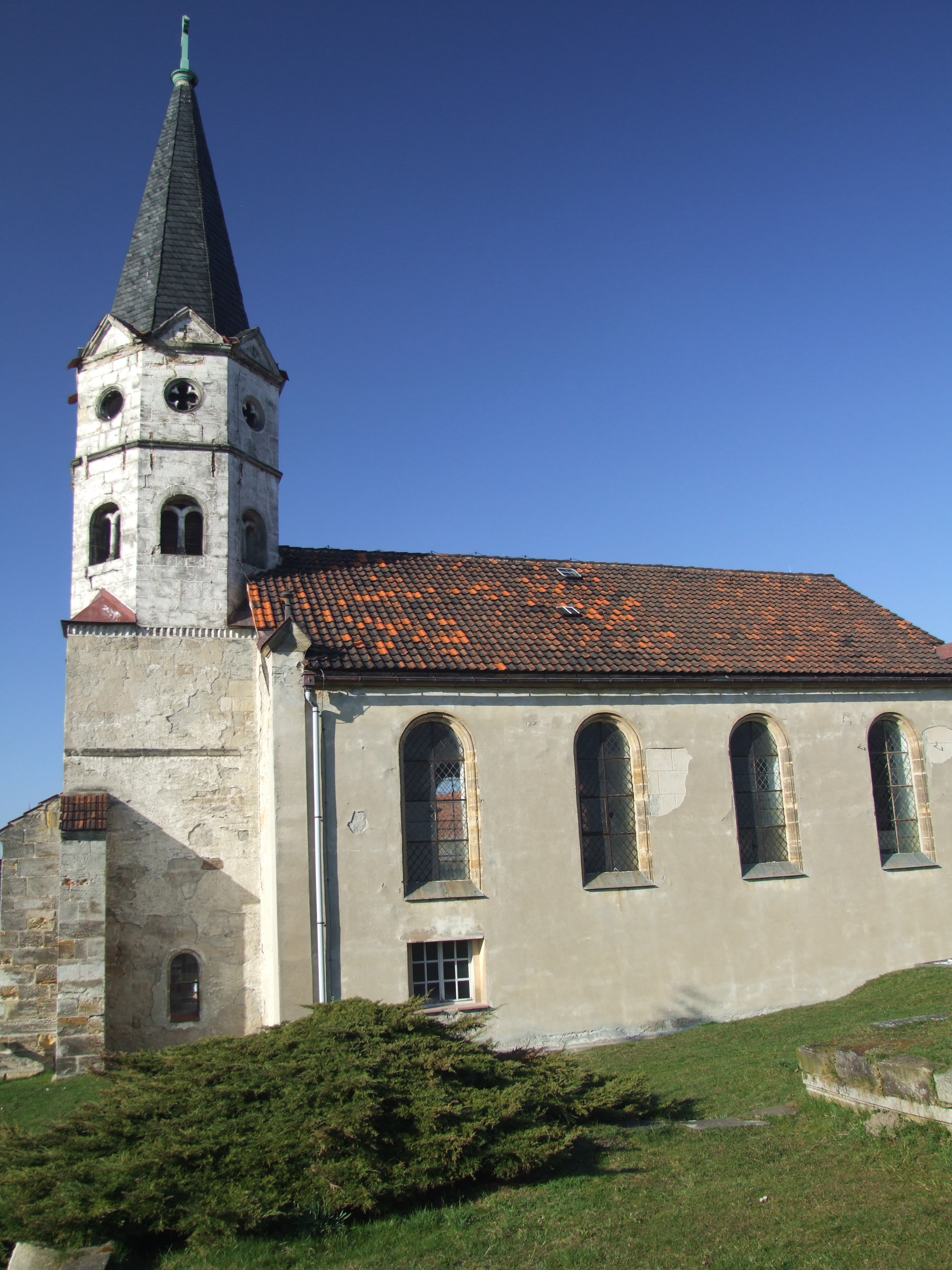
Kirche Oberpreilipp

Die evangelische Dorfkirche St. Veit steht im Ortsteil Oberpreilipp der Stadt Rudolstadt im Landkreis Saalfeld-Rudolstadt in Thüringen.

## Geschichte
Diese Kirche wurde im Jahre 1090 im byzantinischen Stil erbaut und galt als eines der ältesten Gotteshäuser im Rudolstädter Umfeld. Sie wurde Wallfahrtskirche, weil der Legende zufolge der Heilige Antonius auf einer Missionsreise hier gestorben und begraben sei.
Von der historischen Substanz des Gotteshauses ist wenig erhalten. 1862 teilweise abgetragen, blieb doch der Kirchturm mit Schnitzaltären und einem spätromanischen Weihwasserkessel erhalten. Letzterer wird im Stadtmuseum Saalfeld  ausgestellt.